# هلگه یوردال
هلگه یوردال (نروژی: Helge Jordal؛ زادهٔ ۱ ژانویهٔ ۱۹۴۵) بازیگر اهل نروژ است.
از فیلم‌ها یا برنامه‌های تلویزیونی که وی در آن نقش داشته‌است می‌توان به کمربند شکارچی، لاس وگاس و هیپ هیپ هورا! اشاره کرد.